# Mokra zgnilizna

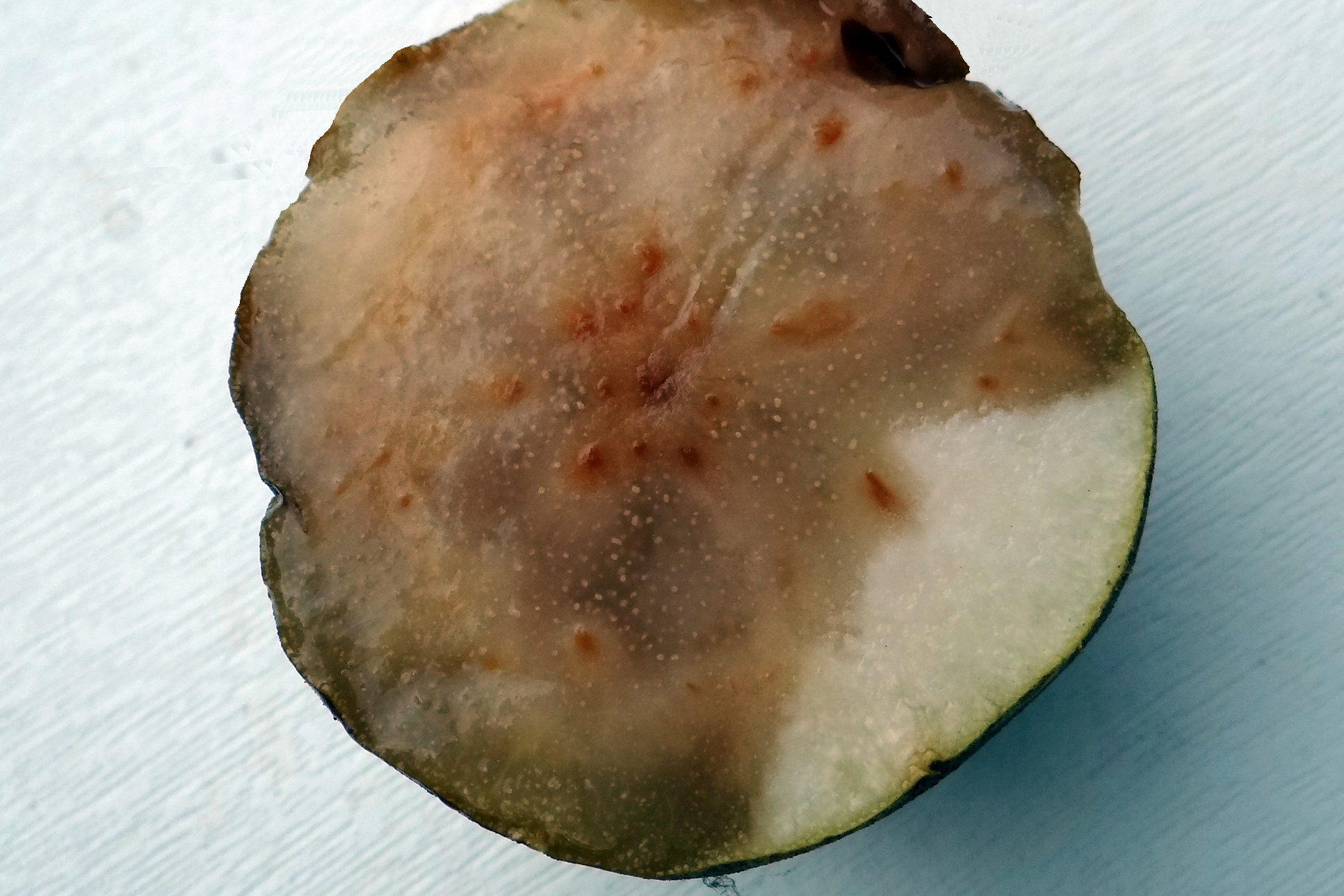
Mokra zgnilizna jabłek

Mokra zgnilizna – grupa chorób roślin, u których dominującym objawem chorobowym jest zgnilizna mokra. Jest to taki rodzaj zgnilizny, podczas której tkanki opanowane przez patogeny ulegają rozkładowi i stają się miękkie. Ten rodzaj zgnilizny powodują głównie bakterie, czasem także lęgniowce. Wśród roślin uprawianych w Polsce wyróżnia się następujące mokre zgnilizny (w nawiasie wywołujące je patogeny):
- mokra zgnilizna truskawki (Rhizopus stolonifer, Rhizopus sexualis, Mucor mucedo, Mucor piriformis),
- mokra zgnilizna kapusty (Pectobacterium carotovorum subsp. carotovorum),
- mokra zgnilizna warzyw korzeniowych (Pectobacterium carotovorum subsp. carotovorum, Pectobacterium atrosepticum),
- mokra zgnilizna cebul tulipana (Rhizopus arrhizus),
- mokra zgnilizna bulw ziemniaka (Pectobacterium carotovorum subsp. carotovorum, Pectobacterium atrosepticum)[2],
- mokra zgnilizna jabłek (Penicillium)[3].
- różowa zgnilizna bulw ziemniaka (Phytophthora erythroseptica)
- wodna przyranna zgnilizna bulw ziemniaka (Globisporangium ultimum, Globisporangium splendens, Pythium aphanidermatum)[2].

Odmianą mokrych zgnilizn są choroby zaliczane do grupy miękkich zgnilizn bakteryjnych. Wywołuje je bakteria Pectobacterium carotovorum subsp. carotovorum. Leśnicy wśród wad drewna wyróżniają zgniliznę miękką drewna.